# デイヴィッド・カーネギー (1813年生の実業家)

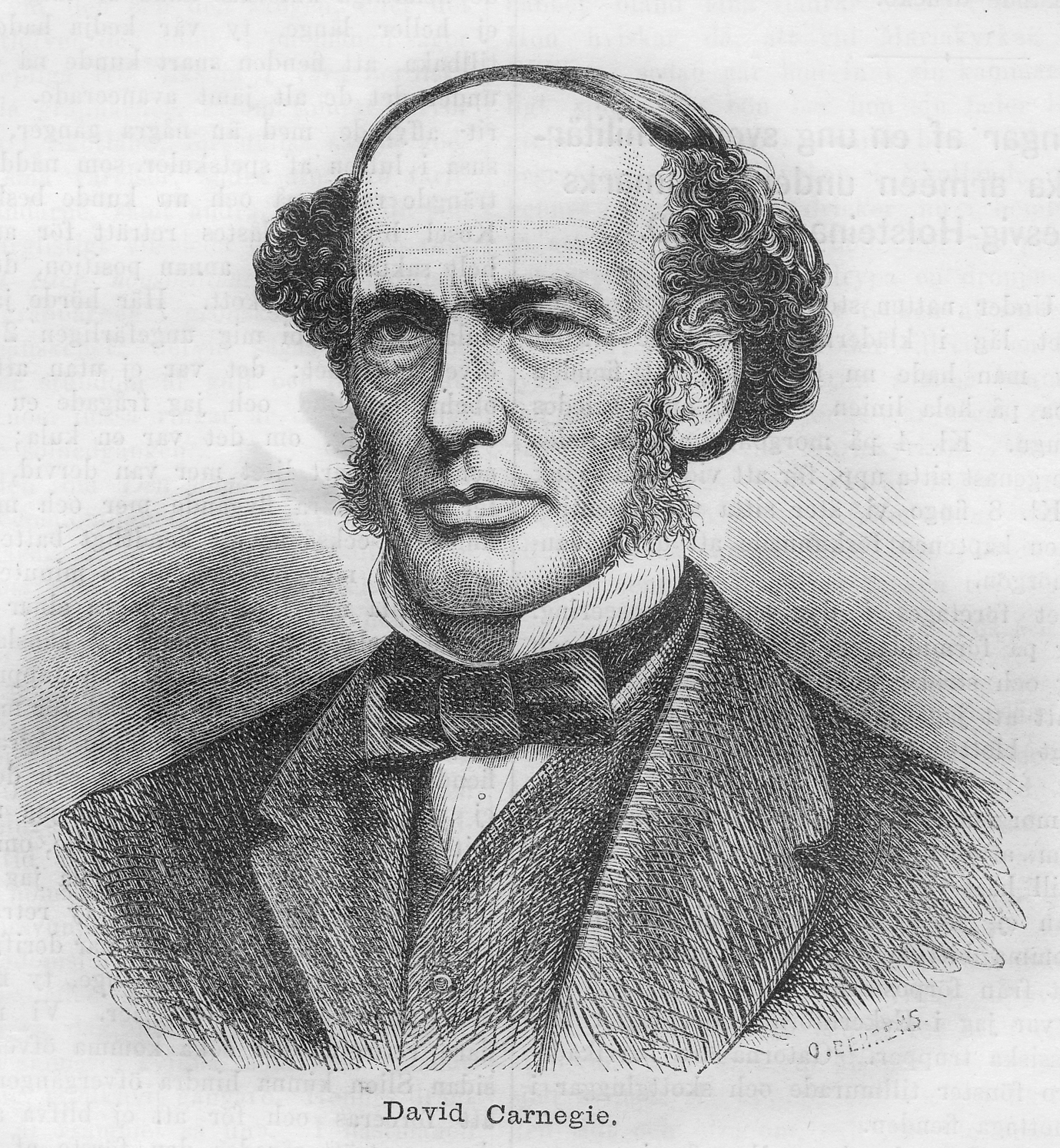
デイヴィッド・カーネギーの肖像画。オットー・ベーレンス（Otto Behrens）画、1877年。

デイヴィッド・カーネギー（英語: David Carnegie the Younger、スウェーデン語: David Carnegie den yngre、1813年5月3日 – 1890年2月15日）は、スウェーデンの実業家。1830年にヨーテボリに渡って伯父デイヴィッドの貿易会社D・カーネギー社で働き、1836年に共同経営者として認められた。ヨーテボリ大学に多額の寄付を行い、1859年にヨーテボリ王立芸術科学協会会員に選出された。

## 生涯

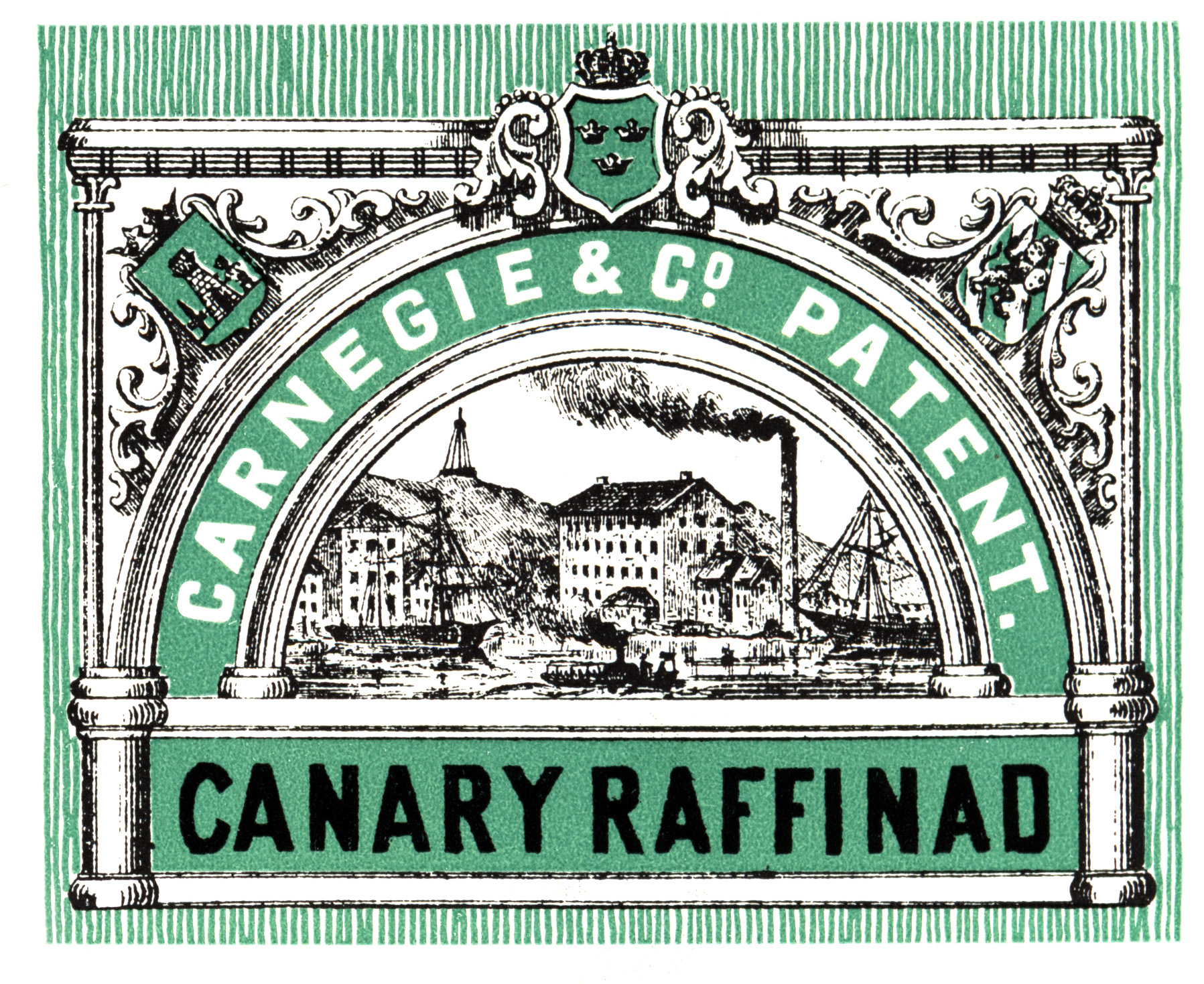
D・カーネギー社のシュガーローフのラベル、1900年ごろ。

ジェームズ・カーネギー（James Carnegie、1773年1月8日 – ?、ジョージ・カーネギーの息子）と妻マーガレット（Margaret、旧姓ガレスピー（Gillespie）、ジョン・ガレスピーの娘）の息子として、1813年5月3日にロンドン近郊で生まれた。1830年にヨーテボリに渡り、伯父デイヴィッドの貿易会社D・カーネギー社（D. Carnegie & co.、現カーネギー投資銀行）で商人としての教育を受けた。1835年にはわずか22歳でヨーテボリで商業活動を行うための市民権を取得した。1836年に伯父により共同経営者として正式に迎え入れられた。
カーネギーはD・カーネギー社の経営者としてアブラハム・ロベルト・ロレントが1810年から1813年にかけてヨーテボリ近郊のクリッパンで設立した砂糖工場などを購入し、やがてD・カーネギー社の単独経営者になった。
1845年に伯父の娘と結婚した後、スコットランドに帰国し、会社については最大株主の地位を維持したものの経営はオスカル・エックマンに任せた。
1849年にストロンヴァー（Stronvar）の、1857年にイーストベリーの地所を購入した。
ヨーテボリ大学に150万から200万スウェーデン・クローナという多額の寄付を行い、1859年にヨーテボリ王立芸術科学協会会員に選出された。
1877年、ハートフォードシャー州長官を務めた。
1890年2月15日にストロンヴァーで死去した。

## 家族
1837年にユリエ・ボレッテ・ツォイテン（Julie Bolette Zeuthen、1838年没）と結婚、1女（夭折）をもうけた。
1845年にスーザン・メアリー・アン・カーネギー（Susan Mary Anne Carnegie、1859年没、デイヴィッド・カーネギーの一人娘）と再婚、2男1女をもうけた。
- ジェームズ（1846年9月9日 – 1925年5月31日[5]） - 1872年、メアリー・ベシューン・ガレスピー（Mary Bethune Gillespie、デイヴィッド・ガレスピーの娘）と結婚[2]
- デイヴィッド・ダグラス（1848年[3] – 1856年2月13日[5]）
- ジュリー・イザベラ（Julie Isabella、1850年7月10日 – 1930年11月1日） - 1881年10月4日、チャールズ・ホープ大佐（Charles Hope、1850年1月28日[6] – 1930年8月25日）と結婚[3]、子供なし[2]